# Caesalpinia volkensii
Caesalpinia volkensii är en ärtväxtart som beskrevs av Hermann August Theodor Harms. Caesalpinia volkensii ingår i släktet Caesalpinia och familjen ärtväxter. Inga underarter finns listade i Catalogue of Life.